# Банбридж
Ба́нбридж (англ. Banbridge, ирл. Droichead na Banna, bænˈbrɪdʒ) — средний город района Банбридж, столица района, находящийся в Северной Ирландии. Находится на берегах реки Банн, назван в честь моста, построенного через эту реку в 1712 году.

## Демография
Банбридж определяется Northern Ireland Statistics and Research Agency (NISRA) как средний таун (то есть как город с населением от 10000 до 18000 человек).

## Города-побратимы
- Рюэль-сюр-Тувр (Франция)

## Известные уроженцы и жители
- Френсис Крозье — офицер Королевского военно-морского флота Великобритании, участник шести арктических и антарктических исследовательских экспедиций.
- Андреа Кэтрвуд (род. 1967) — американская журналистка и телеведущая.